# オスカル・ドゥラン
オスカル・ドゥラン（Oscar Durán、1980年8月16日 - ）は、ウルグアイのラグビーユニオン指導者。

## プロフィール
- ウルグアイ・モンテビデオ出身[1]。
- 現役時代のポジションはプロップ(PR)、フッカー(HO)。
- 身長 174cm、体重 115kg
- ウルグアイ代表通算キャップ数は35でラグビーワールドカップ2015のウルグアイ代表に選ばれた[2]。

## 略歴
2010年、カラスコ・ポロに加入。
2015年、現役引退後にウルグアイ代表・マイアミ・シャークスのコーチを歴任した。